# Воробьёвский дворец
Воробьёвский дворе́ц — одна из загородных резиденций великих князей Московских, русских царей и российских императоров, существовавшая на территории Москвы в XV—XIX веках на Воробьёвых горах, примерно в пятистах метрах западнее от пересечения современных улицы Косыгина и проспекта Вернадского.
Воробьёвы горы получили своё название по располагавшемуся здесь селу, которое являлось центром местности и находилось на высоком правом берегу Москвы-реки.
Поселение здесь впервые упоминается в духовной грамоте великой княгини Софьи Витовтовны 1453 года как «поповское село Воробьёво». Воробьёво принадлежало потомкам московского боярина Юрия Воробьёва (который в 1352 году был отправлен великим князем Симеоном Гордым в Царьград для утверждения на московскую митрополичью кафедру святителя Алексия) и боярскому роду Воробьёвых, по имени которых и было названо (см. также здесь).
После приобретения Воробьёва Софьей Витовтовной село на протяжении нескольких столетий оставалось в собственности великих князей Московских, затем — русских царей, а впоследствии — и российских императоров.

### Дворец в конце XV — начале XVII веков

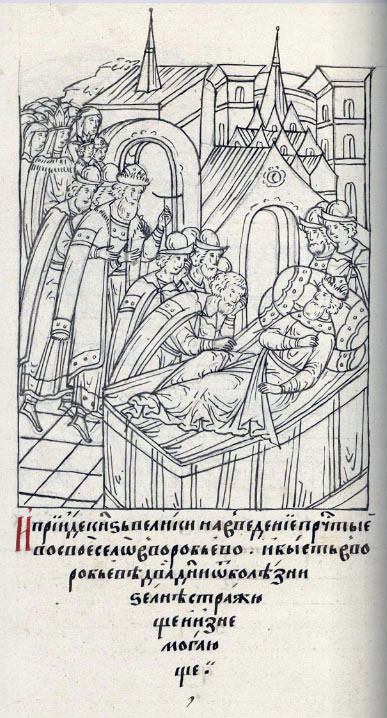
Лицевой летописный свод. Василий III в Воробьёвском дворце за три дня до смерти (1533 год)

Вскоре после покупки в 1453 году село превращается в великокняжескую резиденцию; здесь перестраивается древняя деревянная церковь, существовавшая ещё при старых хозяевах — боярах Воробьёвых, и строится загородный деревянный дворец. В усадьбу, огороженную высокими заборами, вели большие пёстро расписанные ворота. Сами хоромы представляли собой обширную постройку, крытую тёсом, с многочисленными башенками; переходы окружали перила из точёных балясин, многочисленные окна имели стеклянные и слюдяные оконницы, вставленные в резные косяки. Внутри здания находились изразцовые печи, на стенах, обитых красным сукном, «в рамах золочёных и лазоревых» висели картины, образа, «писаны живописным письмом». Рядом была выстроена церковь, обставленная с исключительной роскошью. Вокруг хором теснились хозяйственные службы: бани, ледники, погреба, житницы, скотный и конюшенный дворы, зеленела берёзовая роща, заменявшая парк; тут же был пруд-садок, в котором держали осетров, стерлядей и другую рыбу. В роще на свободе разгуливали олени, по реке плавали лебеди. При усадьбе имелись пашенные земли, фруктовые сады, сенокосы, мельницы. Всё это хозяйство обслуживали многочисленные дворовые люди.
В дальнейшем с начала XVI века Воробьёво становится самым любимым местом пребывания великого князя Василия III. При нём расширяется и перестраивается деревянный загородный дворец, для украшения которого великий князь прилагал большие усилия.

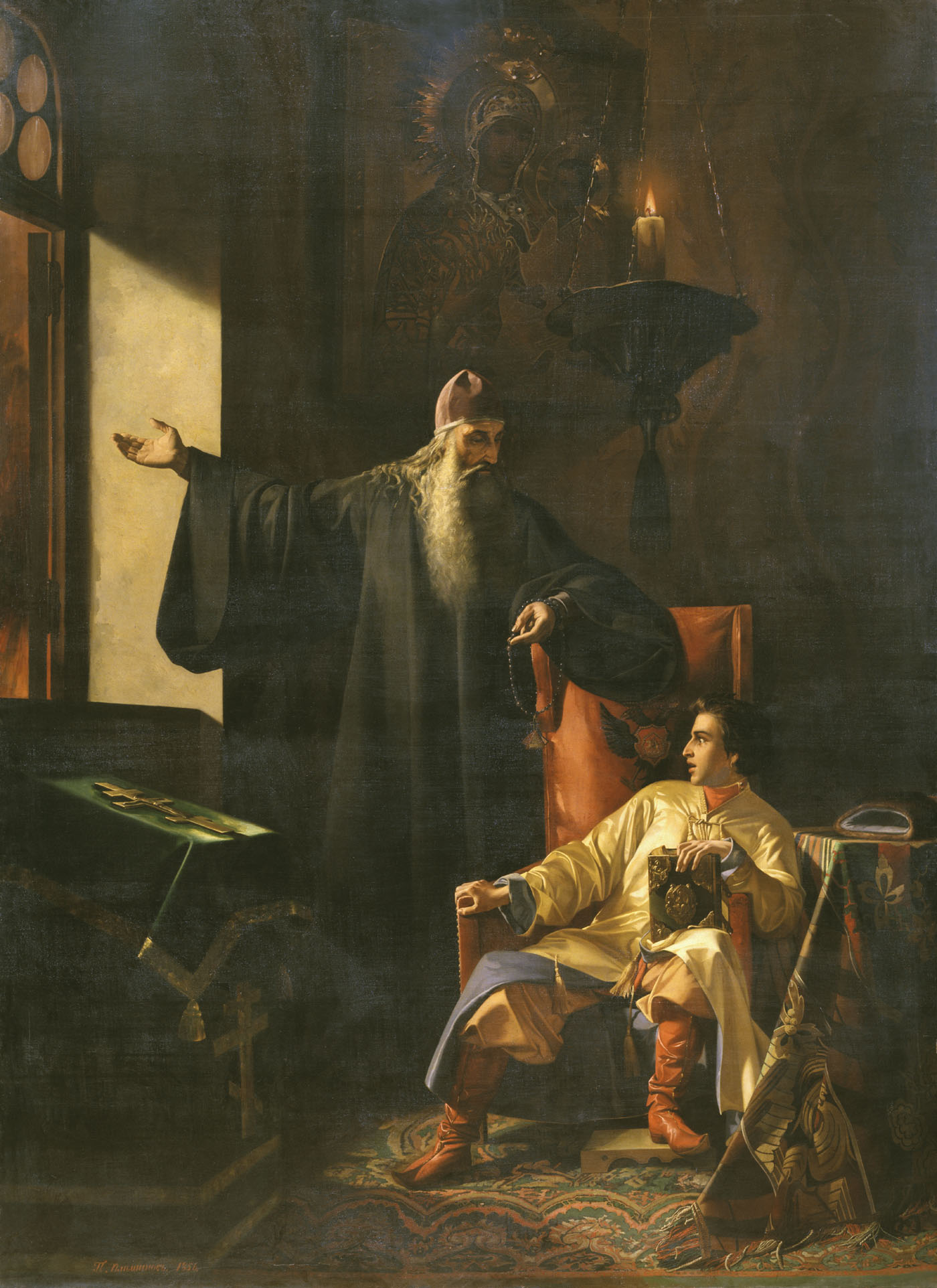
П. Ф. Плешанов. Иван IV и протопоп Сильвестр во время большого московского пожара 1547 года. 1856

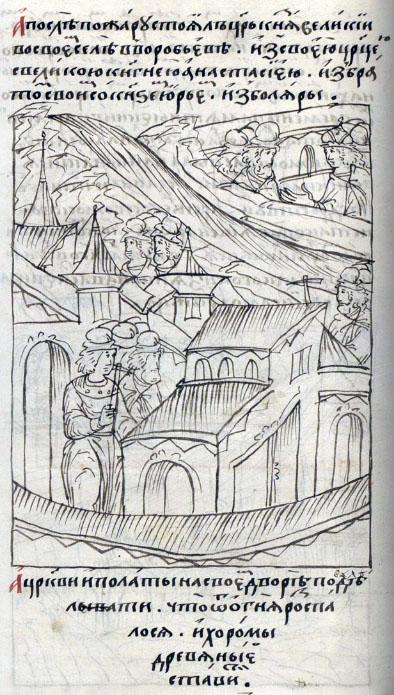
Лицевой летописный свод. Иван IV Грозный с царицей Анастасией, братом Юрием и боярами в Воробьёвском дворце после пожара в Москве (1547 год)

Как и все богатые постройки того времени, Воробьёвский дворец имел два яруса: жилым был только второй ярус с повалушами, в котором находились также и великокняжеские опочивальни, первый же использовался исключительно как склад для оружия, конской упряжи, одежды и проч. Известно, что дворец стоял на каменном фундаменте.
В 1521 году при внезапном нападении на Москву крымского хана Мехмеда I Герая один из передовых татарских отрядов занял великокняжеское село Воробьёво и вступил в Воробьёвский дворец, в котором в этот момент находился Василий III. Ничего не подозревающие татары разграбили Воробьёвский дворец и все дворцовые погреба, но великого князя, укрывшегося тогда в стоге сена, они не нашли.
В дальнейшем и село Воробьёво, и находящийся там загородный великокняжеский Воробьёвский дворец не раз попадают на страницы русских летописей. Так в 1533 году, за несколько дней до своей смерти, тяжелобольной Василий III, возвращаясь с охоты под Волоколамском, приказал остановиться в Воробьёвском дворце. Там он, жестоко страдая, пробыл два дня. Ещё через два дня он въехал в Кремль через Боровицкие ворота, а на другой день, 3 декабря 1533 года, скончался.
Во время пожара Москвы 21 июня 1547 года царь Иван IV Грозный вместе с домочадцами и боярами укрылся в селе Воробьёве. Около церкви Живоначальной Троицы, откуда открывался ужасающий вид на пылавшую Москву, произошла его знаменательная беседа с протопопом Сильвестром, который указал царю, что Всевышний явил к нему Свой гнев, спалив Москву. Беседа подействовала на царя самым благотворным образом.
Очень примечательно дошедшее до нашего времени обличение блаженным Василием царя Ивана IV Грозного, который, стоя на литургии в церкви, пребывал не в молении к Богу, а в рассеянии, «ходя мыслью по Воробьёвым горам и строя там себе дворец». Вероятно, царь прикидывал, каких размеров будет новый Воробьёвский дворец и во что обойдётся его постройка.
В связи с тем, что село Воробьёво очень часто в средние века захватывалось внезапно появляющимися под Москвой татарами, Воробьёвский дворец неминуемо как великокняжеская и царская резиденция подвергался «разграблению, огню и мечу». Поэтому дворец вскоре после очередного татарского набега приходилось отстраивать вновь. Таким образом, в Воробьёве в средние века существовало несколько сменявших друг друга дворцов.

### Дворец в конце XVII — начале XIX веков

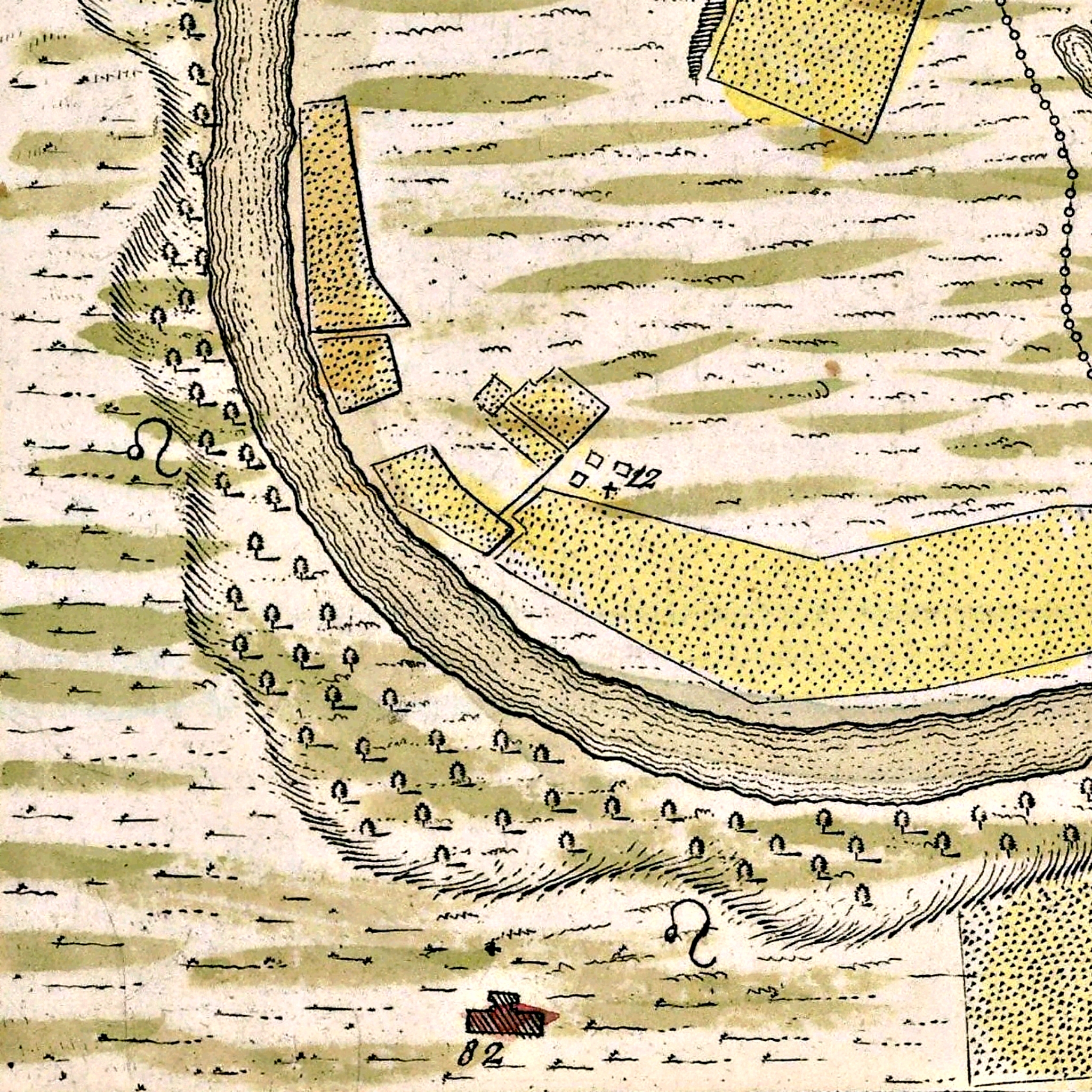
Расположение Воробьёвского дворца на карте Москвы 1739 года (План Ивана Мичурина)

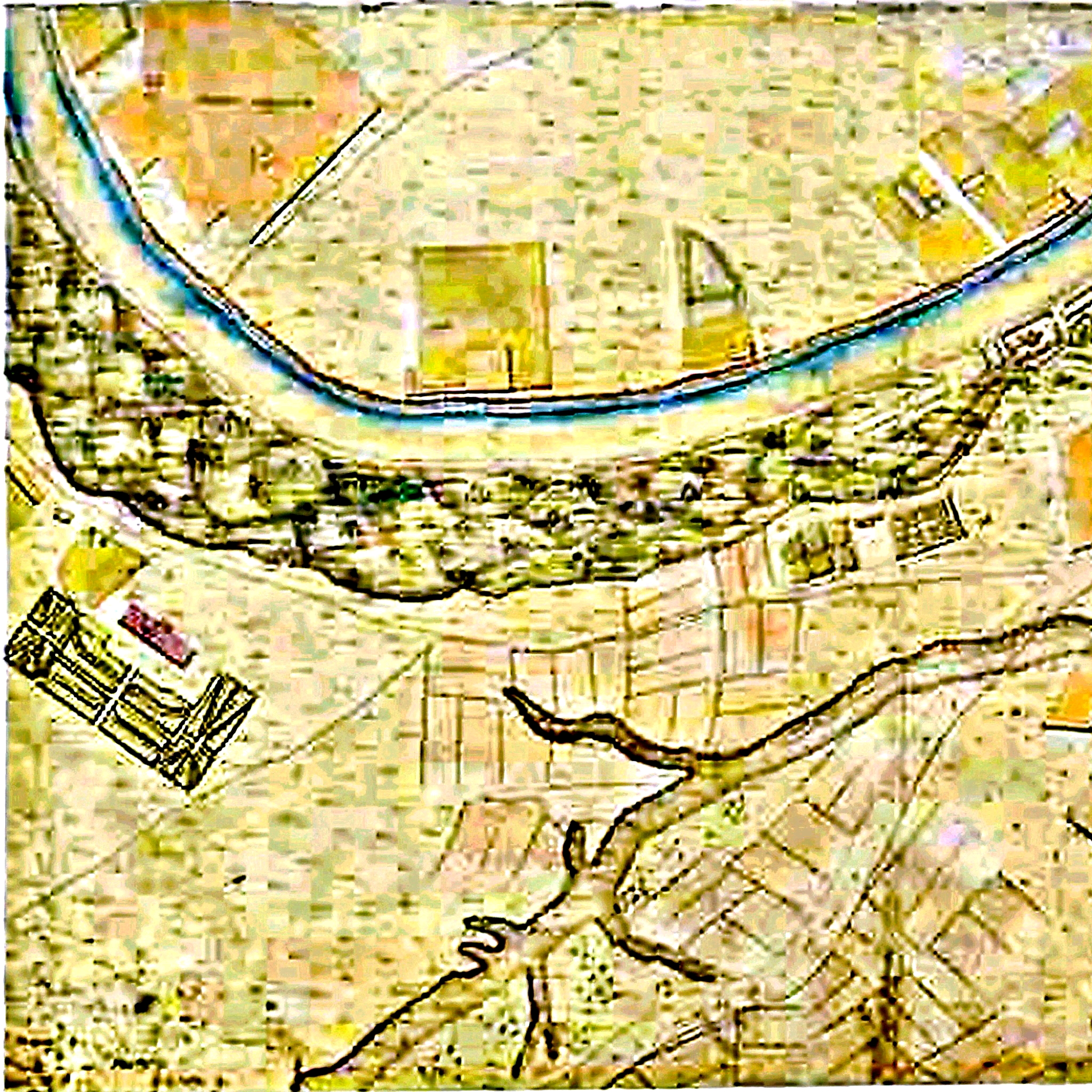
Расположение Воробьёвского дворца на карте Москвы 1767 года (План С. М. Горихвостова)

Воробьёвский дворец, село Воробьёво, Воробьёвы горы и Андреевский монастырь на карте Москвы 1766 года

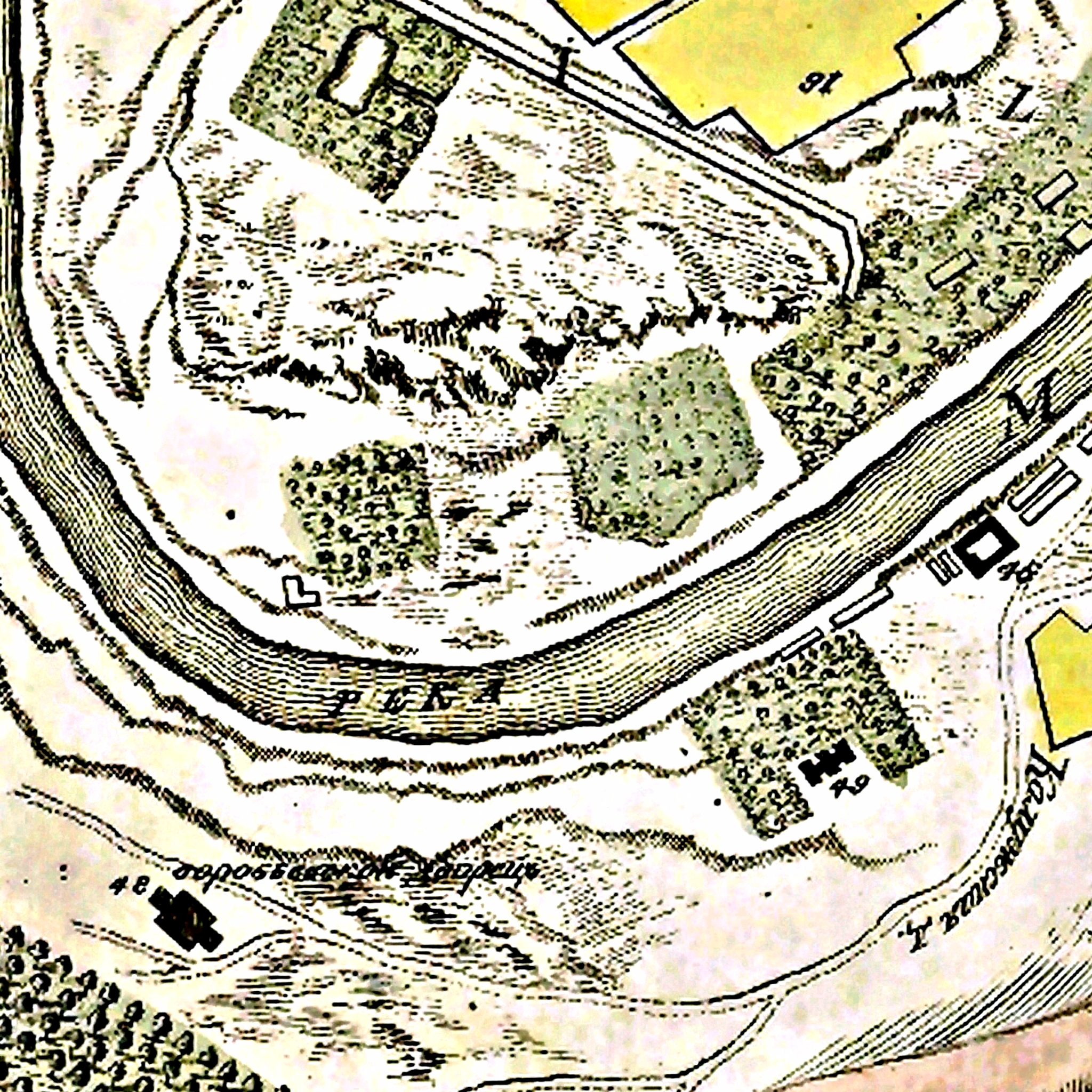
Расположение Воробьёвского дворца на карте Москвы 1789 года (План Ивана Марченкова)

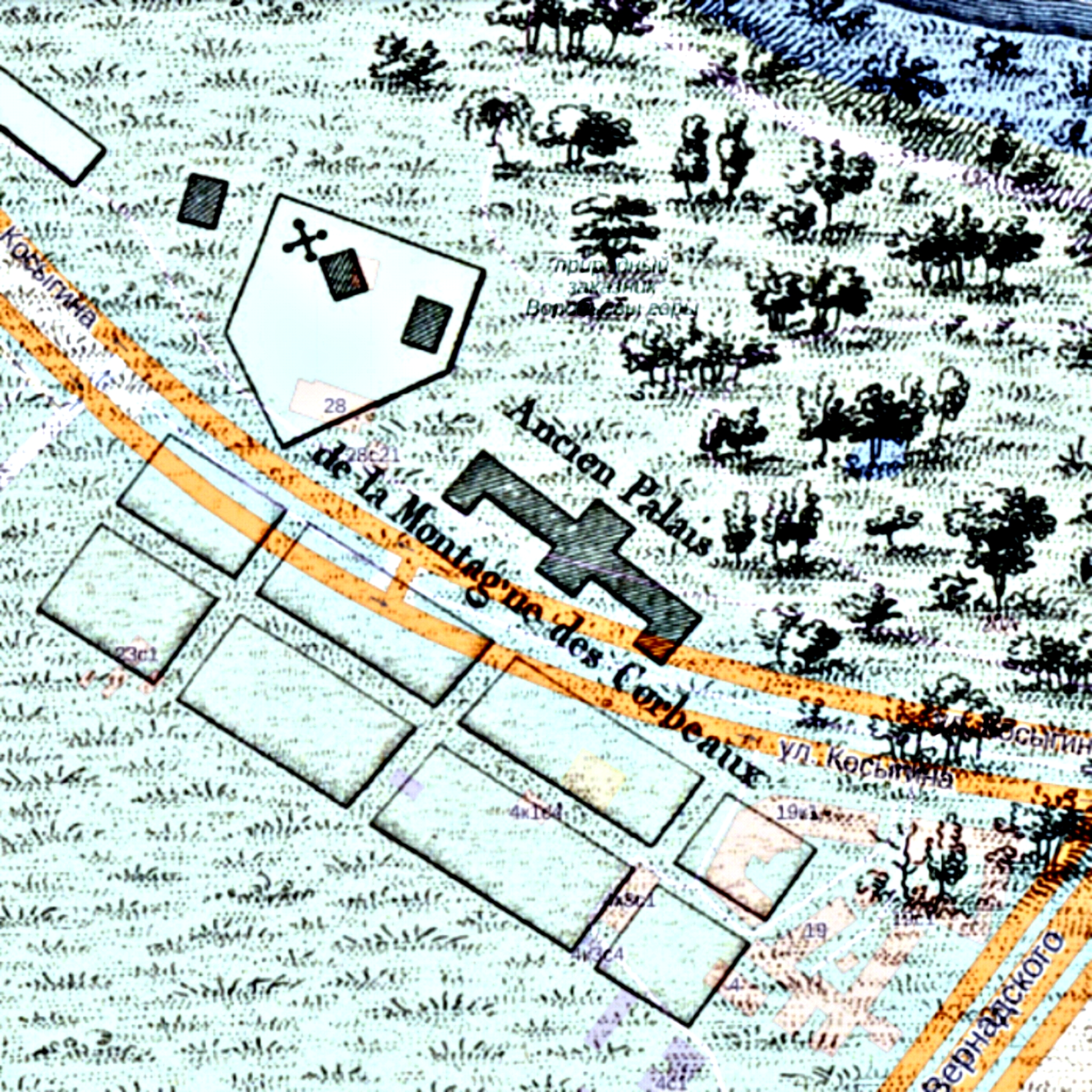
Расположение Воробьёвского дворца на французской карте Москвы 1812 года (составлена офицерами Генерального штаба наполеоновской Великой Армии) с наложением на современный план Москвы

Со временем Воробьёвский дворец уже давно нуждался в очередной перестройке. Известно, что царь Алексей Михайлович, также как и его предшественники, любил бывать на Воробьёвых горах: он ходил отсюда на молебен в патриаршее село Троицкое-Голенищево и поэтому решил сделать первый этаж дворца кирпичным.
Историки подмосковных сел Василий и Гавриил Холмогоровы приводят дату строительства последнего царского дворца на этом месте: при царевне Софье Алексеевне в октябре 1684 г. «велено под деревянные хоромы сделать каменные подклеты в длину на 80 сажень без аршина, поперег на 6 саженей с полусаженью, пятьдесят житей, да под те хоромы проезд». Работы производил каменщик Архипка Данилов «со товарищи». Сооружённый дворец представлял собой здание высотой около 15 м и более 160 м длиной, стоявшее почти на бровке обрывистого холма. На каменном подклете находились два деревянных этажа, завершавшихся крутой крышей. Во дворце было 57 комнат.
Воробьёвский дворец, согласно модным архитектурным веяниям того времени, был построен в стиле так называемого «московского барокко». Известный исследователь И. Е. Забелин оставил достаточно подробные описания о назначении основных отделений Воробьёвского дворца, основанные на многочисленных документах.
Рядом с царским дворцом на Воробьёвых горах была построена и домовая дворцовая церковь, освящённая в честь иконы Богоматери «Живоносный источник». Была ещё и временная, так называемая полотняная церковь Воскресения Христова, упоминаемая с 1675 года, а под 1681 годом есть сведения о деревянной церкви во имя преподобного Сергия Радонежского в дворцовом саду.
Строительство дворца велось несколько лет и было завершено к 1690 году, когда на престоле был уже сын Алексея Михайловича Пётр I. Царь приезжал сюда и даже останавливался на несколько месяцев, развлекаясь потешными полками: как-то в Оружейную палату был прислан уже негодный, «из походу из села Воробьёва потешный большой барабан, верхняя кожа во многих местах пробита и снуры изорваны…». Здесь же на Воробьёвых горах родилась и ещё одна любимая петровская потеха — стрельба из пушек. Капитан Степан Зоммер, огнестрельный мастер, построил там небольшую крепость с пушками, стрельбой из которых Пётр отметил день своего рождения в 1683 году.
В дальнейшем в связи с переносом столицы из Москвы в Санкт-Петербург Пётр I практически не появлялся на Воробьёвых горах и отдал дворец своей сестре царевне Наталье Алексеевне, где она прожила некоторое время. Правда, в одну из своих поездок в Москву в декабре 1707 года царь всё же посетил Воробьёвы горы и Воробьёвский дворец для осмотра построенной там зеркальной фабрики Брокгаузена.
В 1732—1735 гг. был возведён новый дворец по проекту архитектора И. Ф. Мичурина в стиле так называемого «петровского барокко». По словам Корнелия де Бруина, который отсюда, «с высоты дворца Царского», нарисовал панораму Москвы, «в нижнем жилье этого дворца было 124 покоя, и я полагаю, что столько же было и в верхнем. Он обнесён был деревянною стеною; расположен же на высоте горы против Девичьего монастыря, по другую сторону Москвы реки в 3 верстах на запад от столицы».
При Анне Иоанновне за ветхостью Воробьёвского дворца было решено его снести, однако за неимением средств этого сделать не удалось. Через некоторое время в связи с идеей восстановления царской резиденции на Воробьёвых горах возникла острая необходимость всё осмотреть и снять «окуратные планы и профили с показанием на некоторое разстояние кругом ситуацы».
Известный архитектор и реставратор Н. В. Султанов случайно приобрёл эти обмерочные чертежи Воробьёвского дворца. Он опубликовал их, сопроводив своим исследованием по истории дворца.
Через несколько лет ветхий дворец привели в относительный порядок, предварительно снеся деревянные этажи, и посадили берёзовую рощу.
Когда в Москве пышно праздновали заключение мира с Турцией, Екатерина II сначала остановилась в Пречистенском дворце, специально построенном для этого случая на Волхонке по проекту начинающего архитектора Матвея Казакова, но он оказался неудобным, и она вскоре переехала в Коломенское, а 25 апреля 1775 г. посетила Воробьёвы горы: «После стола в 3 часа Ея Императорское Величество соизволила с дежурными фрейлинами и кавалерами предприять шествие в каретах на Воробьёвы горы, куда, по прибытии, Ея Величество соизволила выдти из кареты и гулять по лугу с полчаса времени».
После окончания празднеств Екатерина распорядилась перенести Пречистенский дворец на Воробьёвы горы и поставить на каменный этаж старого дворца.
Ухода за ним не было, и вскоре он уже совсем обветшал: английский путешественник Уильям Кокс, бывший в России в конце XVIII в., записал: «Великолепнейший вид на Москву открывается с так называемых Воробьёвых гор, где находятся развалины большого дворца, построенного Алексеем Михайловичем».
Историк М. П. Погодин рассказывал, что он в молодости, то есть в начале XIX в., ещё видел «остатки дворца Иоанна Грозного». В. Л. Снегирёв в книге о Витберге писал: «Здесь некогда, в XVI веке, отец Ивана Грозного, Василий Иванович, построил деревянный дворец на белокаменном фундаменте. Пётр Великий приказал посадить за дворцом берёзовую рощу. С течением времени это место было заброшено; во второй половине XVIII столетия деревянные хоромы пришли в совершенную негодность, их разобрали. Сохранились развалины старого фундамента».
Вплоть до уничтожения Воробьёвский дворец числился в ведении Экспедиции Кремлёвского строения, в 1796—1800 гг. в нём работали классы архитектурной школы М. Ф. Казакова.
Впервые полное изображение Воробьёвского дворца можно увидеть на «Плане императорского столичнаго города Москвы, сочинённого под смотрением архитектора Ивана Мичурина в 1739 году». Дворец также показан на «Генеральном плане города Москвы», составленном в 1767 году генерал-майором С. М. Горихвостовым и на генеральном плане Москвы в исполнении Ивана Марченкова, изданном типографией Кольчугина в 1789 году. План переиздавался в 1796 году, хранится в Музее истории и реконструкции Москвы. Воробьёвский дворец был нанесён на план Москвы, составленный в сентябре 1812 года офицерами генштаба наполеоновской Армии. Более же детальное представление о дворце даёт акварель Франческо Кампорези, хранящаяся в Музее архитектуры.

### Здания на месте Воробьёвского дворца

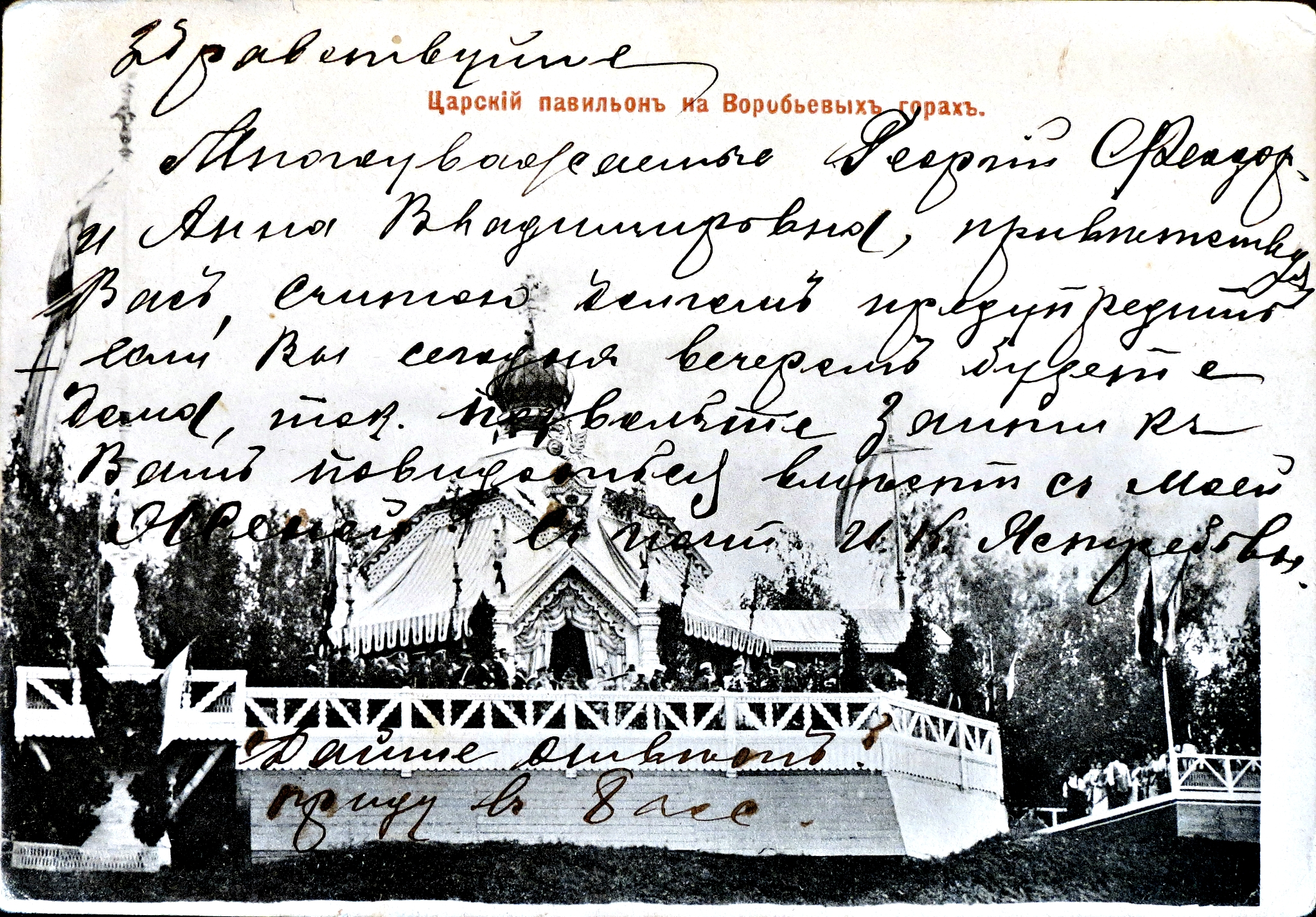
«Царский павильон» на Воробьёвых горах. Открытка конца XIX века.

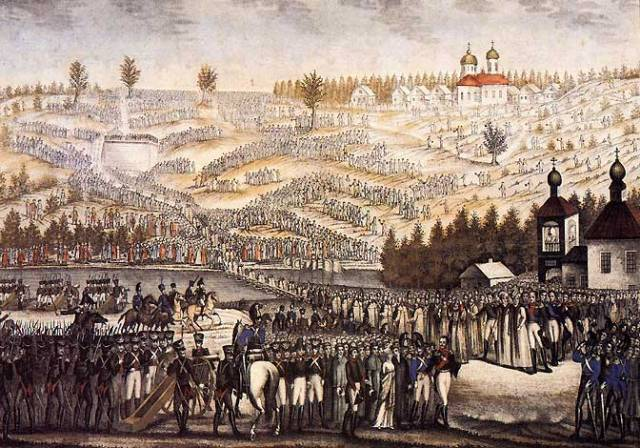
Закладка храма Христа Спасителя на Воробьёвых горах, 1817

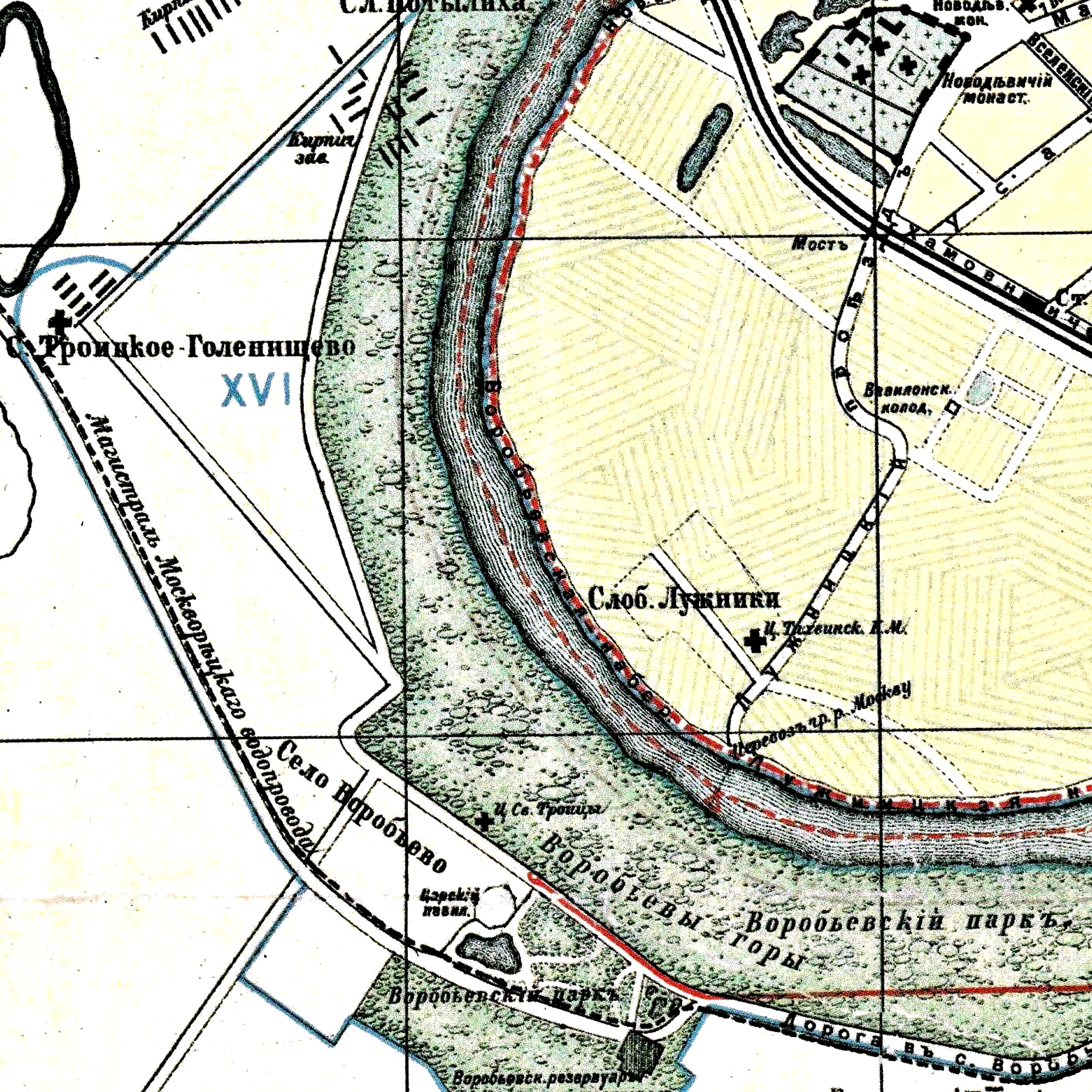
«Царский павильон», трасса Москворецкого водопровода и Воробьёвский резервуар на «Плане города Москвы с пригородами», изданным товариществом А. С. Суворина «Новое время» в 1912 году.

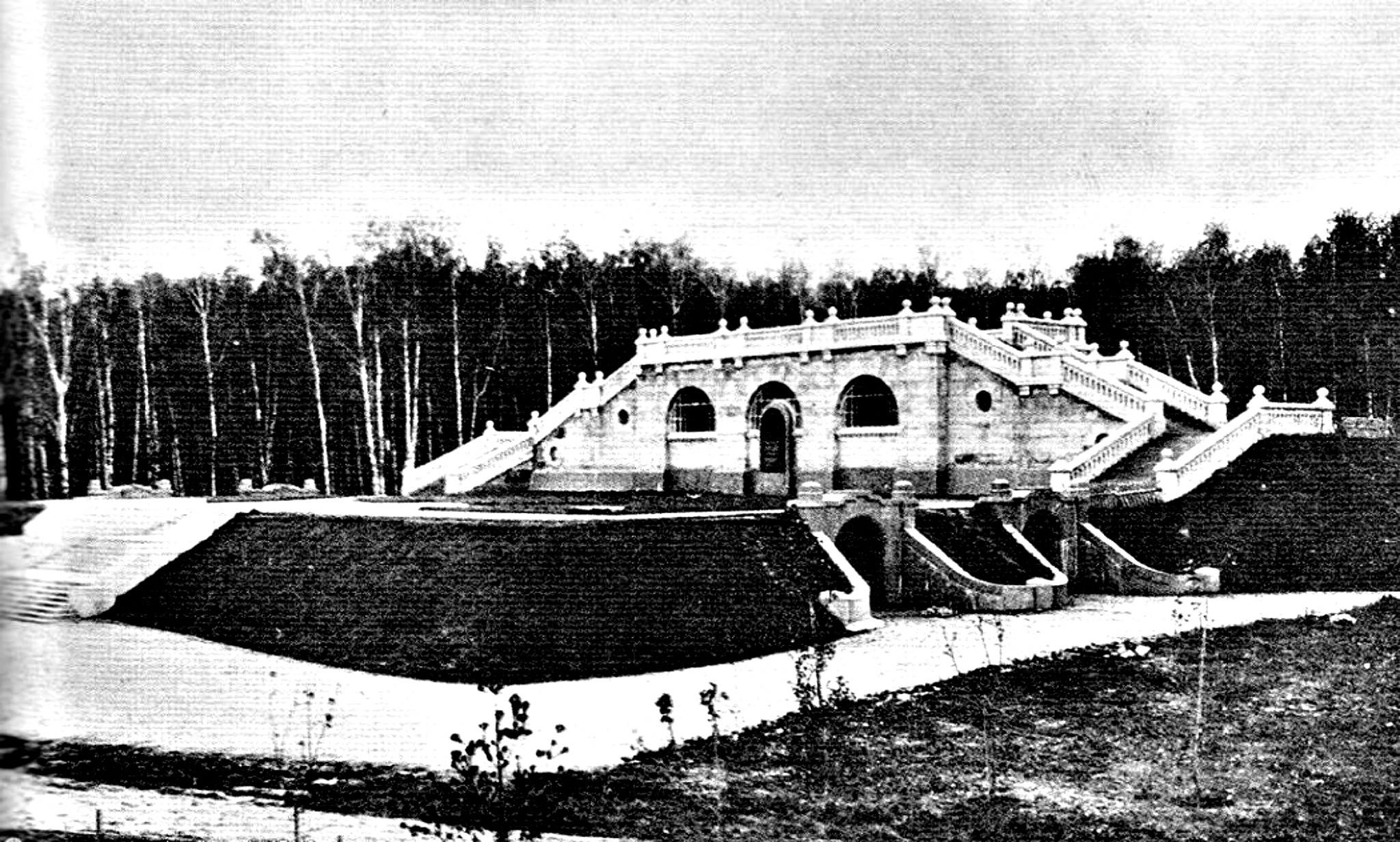
Воробьёвский резервуар Москворецкого водопровода в 1909 году

Деревянный дворец был уничтожен московским пожаром 1812 года, после которого, по воспоминаниям Ф. Ф. Вигеля, был отчасти разобран даже фундамент.
На месте Воробьёвского дворца по решению Александра I было велено построить Храм Христа Спасителя по проекту архитектора Карла Витберга, закладка его состоялась 12 октября 1817 года. Однако впоследствии главный московский православный храм был построен в другом месте, в центре города, на месте Алексеевского женского монастыря.
В 1896 году к коронации российского императора Николая II и императрицы Александры Фёдоровны на месте бывшего Воробьёвского дворца был выстроен «царский павильон», откуда венценосная пара любовалась красотами Первопрестольной. В революционные годы этот павильон был разрушен.
Для улучшения водоснабжения Москвы в 1900 году городские власти приняли решение строить новый Москворецкий водопровод. Этот водопровод должен был забирать воду непосредственно из Москвы-реки в 50 верстах выше по течению, в районе села Рублёва. Здесь же, на Рублёвской водопроводной станции, она фильтровалась с использованием самых современных технологий того времени, после чего насосами по трубам подавалась в резервуар на Воробьёвых горах. Отсюда, с самой высокой окраины Москвы, вода самотёком поступала в городскую водопроводную сеть.
В журнале Высочайше утверждённой Комиссии по надзору за устройством нового водопровода в Москве от 8 августа 1901 года записано: «Павильон над… камерами проектируется архитектором М. К. Геппенером… над камерами делаются открытые… террасы… Площадка между входом в резервуар и откосом [реки] может быть обращена в цветник, который может войти… в общий план благоустройства Воробьёвых гор, как готовое здание. На этом цветнике может быть поставлен фонтан».
Газета «Русские ведомости» от 10 сентября 1900 года сообщала, что при работах «мало-помалу были отрыты все стены древнего дворца». Инженер И. М. Бирюков написал тогда в своём дневнике: «При вырытии котлована под этот резервуар были найдены остатки (печные изразцы) сгоревшего дворца Ивана Грозного, а по откосам Москвы-реки — части фундамента предполагавшегося к постройке Храма Спасителя». Разборка производилась без археологов, и тогда погибли исключительно ценные свидетельства прошлого: как писали в то время, уничтожались и остатки погребений, и белокаменные кресты.
Сооружение Воробьёвского резервуара было закончено в 1903 году. Надземный павильон резервуара даже украсил одно из любимых мест гуляния москвичей. Снаружи его стены были облицованы мрамором и серым гранитом. Наверху резервуара для любования горожан видом Москвы была устроена смотровая площадка.
«Царский павильон», трасса Москворецкого водопровода и Воробьёвский резервуар показаны на «Плане города Москвы с пригородами», изданным товариществом А. С. Суворина «Новое время» в 1912 году.

## Комментарии
1. ↑  Знаменитое село Воробьёво, расположенное на горах того же названия, также восходит к боярскому роду Воробьёвых, известному в середине XIV в. — См. Тихомиров М. Н. Древняя Москва (XII-XV вв.) : Моск. гос. университет им. М. В. Ломоносова М. : Изд-во МГУ, 1947. Дата обращения: 31 июля 2013. Архивировано 24 сентября 2015 года.
2. ↑  Прим. В книге под ред. Аверьянова К. А. «История московских районов» (2005 г.) утверждается, что владельцем села Воробьёва был якобы Кирилл Воро́ба. Однако тогда село называлось бы Воро́бино (ударный второй слог) исходя из этимологии его прозвища (вороба — деревянное приспособление для наматывания пряжи, шёлка (Вороба // Толковый словарь живого великорусского языка : в 4 т. / авт.-сост. В. И. Даль. — 2-е изд. — СПб. : Типография М. О. Вольфа, 1880—1882.), мотовило (Толковый словарь русского языка : в 4 т. / гл. ред. Б. М. Волин, Д. Н. Ушаков (т. 2—4) ; сост. Г. О. Винокур, Б. А. Ларин, С. И. Ожегов, Б. В. Томашевский, Д. Н. Ушаков ; под ред. Д. Н. Ушакова. — М. : Государственный институт «Советская энциклопедия» (т. 1) : ОГИЗ (т. 1) : Государственное издательство иностранных и национальных словарей (т. 2—4), 1935—1940.). При этом настоящее название села Воробьёво (ударный третий слог) всегда имело «птичью» этимологию и ни с чем другим никогда не ассоциировалось. Кроме того, в книге не упоминается московский боярин Юрий Воробьёв (1352—1353 гг.) во избежание прямых ассоциаций с селом Воробьёво, что не даёт оснований считать версию автора книги убедительной.
3. ↑  Прим. Село Воро́бино находилось на юго-востоке, а не на юго-западе Москвы недалеко от Новоспасского монастыря, который стоит на месте родовой вотчины бояр Романовых, родоначальником которых был Андрей Кобыла. Кирилл Воро́ба был племянником последнего и, следовательно, их родовые вотчины были рядом.
4. ↑  На другом берегу Москвы-реки на Лужнецкой набережной напротив Воробьёвых гор расположена часовня в честь крестителя Руси равноапостольного князя Владимира Святославича, при дворе которого воспитывался вероятный родоначальник боярского рода Воробьёвых новгородский посадник Воробей Стоянович. Часовня князя Владимира, именем которого крайне редко называют храмы в России, очень хорошо видна с Воробьёвых гор.
5. ↑  Однажды царь Иван IV Грозный во время литургии размышлял о построении нового дворца на Воробьёвых горах. Блаженный Василий стоял в углу и наблюдал за ним. После литургии он сказал царю: «Я видел, где ты истинно был: не в святом храме, а в ином месте». — «Я нигде не был, только в святом храме», — отвечал царь. Но блаженный сказал ему: «Твои слова не истинны, царь. Я видел, как ты ходил мыслью по Воробьёвым горам и строил дворец». С тех пор царь стал ещё больше бояться и чтить святого.